# Zsolt Kalmár
Zsolt Kalmár (født 9. juni 1995) er en ungarsk professionel fodboldspiller, der er for tiden spiller for den slovakiske fodboldklub FC DAC 1904 Dunajská Streda, på leje fra RB Leipzig. Han spiller desuden på det ungarske fodboldlandshold.